# ダウンズ対ビドウェル事件
ダウンズ対ビドウェル事件 (Downes v. Bidwell, 182 U.S.244 (1901)) とは、1901年の米国最高裁判所判決。米国において、その正式州ではない領域・領土にも合衆国憲法の条文と保護が及ぶかについての判断を下した。この問題は、「星条旗が掲げられたところすべてに、合衆国憲法も適用されるのか (does the Constitution follow the flag?)」という質問にしばしば言い換えられる。結果としては、合衆国憲法は正式州ではない領域に必ずしも適用される必要はない、というものであった。その代わりに、米国議会には特定の事柄、とりわけ税収の扱いに関して、その領域に対して別途法律を定めて統轄する権利（管轄権）を持つものとした（正式州に対しては米国議会にこの種の権限は無い）。その後この判決は、いわゆる「島嶼部判決 (Insular Cases)」と呼ばれる米国領土領域の統治に関する一連の判決のうちの1つとして知られるようになった。

## 背景
この裁判は、当時新たに米国領となったプエルトリコからニューヨーク港にオレンジを輸入した業者（サミュエル・ダウンズ (Samuel Downes) の所有するS.B.ダウンズ商会）が、フォラカー法成立後の1900年11月の輸入分に対して関税を徴収されたのは不当であるとして、ニューヨーク港税関徴収官であるジョージ・ビドウェルを訴えたものである。
合衆国最高裁判所では、デリマ対ビドウェル事件 (182 U.S. 1 (1901)) の判決において、プエルトリコが1898年のパリ条約によりスペインから米国に割譲されて以降、それまで米国が外国からの輸入品に課してきた関税は、プエルトリコが外国ではなくなったので課されないとしていた。しかし、1901年に成立したプエルトリコ自治法であるフォラカー法では、プエルトリコからの輸入品には関税を課すと定められていた。ダウンズは、合衆国憲法第1条第8節で、関税や物品税は合衆国全域にわたり均一とする、と謳われており、現に正式州からオレンジを持ち込んでも輸入関税は課せられていなかったことから、プエルトリコも例外ではないと主張した。

## 判決
米国最高裁判所は 5 対 4 で、新規に併合した領域は、合衆国憲法のうち税の徴収や統括権その他に関しては、必ずしも合衆国の正式な一部分ではない、と判決した。ただし、自由権や財産権などの市民権は憲法のもとに等しく保障される、と慎重を期し、「…この保障はいかなる状況でも侵害されない…」とエドワード・D・ホワイト判事は賛成意見のなかで述べた。この種の新規獲得領域に関しては、米国議会により当該領域に対して編入という手続きを行うことによってはじめて「合衆国の不可分な一部」となり、憲法による 100% の保護が与えられるものであるとした。
一方、ジョン・M・ハーラン判事により書かれた反対意見は、米国議会はいつでも憲法の管轄範囲内で法律を制定しなくてはならないというもので、「この国は、国法の最上位にあり、また、その政府およびその出先機関、あるいはその職員がいつでもどこでも行使できる職権の根拠となる憲法という成文法により支配・管轄されるものである」と述べた。つまり合衆国憲法が及ばないところに対して合衆国議会は存在しないのと同じであって、したがって何らの強制力もないものだとした。
「この国には実質的に2つの中央政府がある、といったなるほど法曹界での議論に用いられる表現のような考えは、いくらかの人々を納得させることだろう；一つは憲法のあらゆる制約下にある政府と、もう一つは、これまで地球上の他国が行ってきたような権力行使の形態、すなわち法律文書の管轄外でかつ独立して存在する議会の制約下にある政府だ。だがこのような原理原則が本法廷での多数決により認められるのなら、この先我々のシステムの中に急進的で災いをなす変化を生じるであろうと言わざるを得ない。そしてそうなったら、我々は成文憲法により守られていた憲法上の自由の時代から、立法府を中心とする立法絶対主義の時代に踏み出すことになるであろう。その国の最高法の埒外に政府を置き、その政府によって作られた理論が、我々の憲法法律学上でその存在を認められたとしたら、それはアメリカの自由にとって最悪の日となるであろう。合衆国憲法の理念に対するあらゆる侵害を防ぐための最高の権限は、この法廷の上位には存在しないのだ。」

## 影響
ホワイト判事による領土編入という考え方は概ね合意された。ここで言う編入 (incorporation) とは、会社等において、これがある種の人格を持つといった意味での法律用語としての法人格付与（こちらも”incorporation” と呼ばれる）とは意味が異なることに注意を要する。領域を編入するという考え方は、合衆国は、実際にはそれを編入していない領域でも保有しうるということを意味する。そして上記ホワイト判事による判決のとおり、これらの未編入領域には合衆国憲法による全ての利益を与えなくとも構わないことになる。
この考え方は、その後、特定の領域の市民が、他の米国市民に対しては適用されないような法規・規制に従わなくてはならない可能性があることを肯定する判決に引用されるようになった。未編入であると指定された領域の多くの市民は、この領土編入の原則が抑圧の一形態であるということを目の当たりにすることになった。